# Monster (bài hát của Michael Jackson)
"Monster" là bài hát của nghệ sĩ thu âm Mỹ Michael Jackson hợp tác với 50 Cent, phát hành trong album đầu tiên sau khi mất của Jackson Michael.

## Remix
- "Monster" (Jody den Broeder & Chris Cox Club Mix) - 8:00

## Bảng xếp hạng
| Bảng xếp hạng(2010)                      | Vị trí cao nhất |
| ---------------------------------------- | --------------- |
| UK Singles (The Official Charts Company) | 197             |